# 無楽流
無楽流（むらくりゅう）とは、戦国時代の長野無楽斎槿露を開祖とする居合術の流派。神夢想無楽流、長田宮流とも。長野自身は林崎流・田宮流・夢想流等と称していた様である。
林崎甚助、田宮重正という、稀代の居合の達人であった両者から学んだ長野は、自らも名をなし、その門弟から一宮流（林崎新夢想流）、夢想流（民弥流）、長谷川英信流など、数多くの分派が生まれた。

## 流祖
祖は長野無楽斎槿露。一説によれば、名を正次、十郎左衛門と称し、上州箕輪城主長野信濃守の一族で、武田氏に滅ぼされ出羽に漂浪し、林崎甚助及び田宮平兵衛に居合術を学び、工夫して一家をなした。のち彦根藩藩主井伊直政に仕えて五百石、九十歳で没したという。